# Terreiro IIê Axé Itayle
O Terreiro IIê Axé Itayle é um templo de candomblé de nação Nagô Vodum. O terreiro foi fundado em 1950 por Narcisa Cândida da Conceição, mais conhecida como Mãe Filhinha, e está localizado na cidade de Cachoeira, no estado brasileiro da Bahia. É um patrimônio imaterial estadual, tombado pelo Instituto do Patrimônio Artístico e Cultural da Bahia (IPAC), no ano de 2014, sob o processo de nº 0607120026064/12 e foi inscrito no Livro do Registro Especial de Espaços de Práticas Culturais Coletivas.

## História
Mãe Filhinha foi iniciada para Iemanjá e Ogum por João da Lama, na Casa de Santo Nagô Vodum, localizada na Rua da Olaria, que cultuava orixás e caboclos. Quando saiu da casa de João da Lama, foi fundar sua própria: o Terreiro IIê Axé Itayle. E ela viveu em uma casa geminada ao terreiro; tendo trabalhado de forma voluntária com cura pro meio do espiritismo, em sessões presididas pelo Caboclo Tumba Junçara.
| “                                             | O ferro encontra a água, na totalidade do culto, na religiosidade da casa e na memória dos filhos e filhas ‘feitos’ por ela, trezentos ou mais. | ” |
| — Narcisa Cândida da Conceição - Mãe Filhinha | |   |

Após o falecimento de Mãe Filhinha, em 18 de janeiro de 2014, aos 110 anos, a casa entrou em processos sucessórios.

## Patrimônio cultural
| “                   | No dia 19 de novembro de 2014, às 17h30, no Salão de Atos Baianas de Acarajé, da Governadoria, localizado no Centro Administrativo da Bahia, o então Governador da Bahia, Jaques Wagner, com a presença de várias autoridades e representantes dos terreiros, assinou os dez decretos de Registro Especial, tornando os terreiros Asepò Erán Opé Olùwa – Viva Deus, Aganjú Didê – Ici Mimó, Loba’Nekun, Loba’Nekun Filha, Humpame Ayono Huntoloji, Ilê Axé Itaylê, Inzo Incossi Mukumbi Dendezeiro, Ogodô Dey, Raiz de Ayrá e Ilê Axé Ogunjá, Patrimônio Imaterial do Estado da Bahia. | ” |
| — IPAC, 2015, p. 21 | |   |

 Em 2020, o Terreiro IIê Axé Itayle, juntamente com os terreiros Viva Deus, Humpame Ayono Huntóloji, Ogodô Dey, Ilê Axé Ogunjá, Inzo Nkosi Mukumbi Dendezeiro, Raiz de Ayrá, Loba’Nekun e Loba’Nekun Filho e Aganjú Didê foram contemplados com novecentos mil reais, através do edital público Salvaguarda Patrimônio Imaterial, do Instituto do Patrimônio Artístico e Cultural da Bahia (IPAC), para realizar uma ação coletiva de salvaguarda com produção de documentário, portal virtual, plano planialtimétrico, publicação impressa e plano de salvaguarda.

## Babalorixás e yalorixás
- 1950-2014 - Narcisa Cândida da Conceição - Mãe Filhinha - Fundadora[1][3]
- 2014- Atual - ?

## Festividades
- Todo o mês de Janeiro - Festa de Ogum[1][3]
- 02 de Fevereiro - Festa de Iemanjá[1][3]
- 25 de Junho - Festa de todos os caboclos: Tumba Junçara; Sultão das Matas e ao Caboclo da Pechincha[1][3]